# Bream
Bream är en ort i Storbritannien.   Den ligger i grevskapet Gloucestershire och riksdelen England, i den södra delen av landet, 170 km väster om huvudstaden London. Bream ligger 158 meter över havet och antalet invånare är 3 061.
Terrängen runt Bream är platt åt nordost, men åt sydväst är den kuperad. Runt Bream är det tätbefolkat, med 476 invånare per kvadratkilometer. Närmaste större samhälle är Coleford, 5,8 km norr om Bream. 